# 천병년
천병년(1957년 8월 28일 ~ 2025년 5월 16일)은 대한민국의 기업인이다. 우정바이오 창업자였다.

## 학력
서울고등학교를 졸업한 후, 서울대학교 약학대학 졸업했고, 이후 서경대학교 대학원에 진학하여 경영학 석사 및 박사 학위를 취득하였다.

## 경력
1983년 12월 동아제약에 입사하였으며, 1984년 3월 태경에 입사하였다.
1989년에 천병년 회장은 "경쟁자가 되기보다 신약 개발을 지원하는 것이 국내 생태계 조성에 도움이 된다"는 생각으로 30대 초반의 나이에 우정바이오를 설립하였다. 이후 약 35년 동안 신약 개발과 관련된 다양한 활동을 이어오며 회사를 이끌어왔다.
그는 융합과학기술위원회 자문위원, 한국과학기술한림원 발전 자문위원, 대한암예방학회 산학연이사, 한국독성학회 및 한국환경성돌연변이발암원학회 부회장, 한국산업약사회 부회장 등을 역임하며 국내 신약 개발 인프라 구축과 제도 개선에 참여하였다.
2018년에는 대한약학회 약학기술인상을, 2021년에는 산업기술 유공 대통령 포장을, 2023년에는 과학기술 분야 국회 공로장을 수상하였다.
또한 2021년에는 민간 주도의 신약 개발 클러스터인 "우정바이오 신약 클러스터"를 설립하고, 제약기업, 스타트업, 바이오벤처 등이 공동으로 활용할 수 있는 개방형 연구 공간 랩클라우드(LabCloud)를 조성하였다.
2025년 5월 16일 대표이사로 재임 중 갑작스럽게 별세하였다.

## 가족 관계
- 배우자: 소경희
  - 장녀: 천희정
  - 차녀: 천세정